# 関根弘
関根 弘（せきね ひろし、1920年1月31日 - 1994年8月3日）は、日本の詩人、評論家。

## 来歴
東京府東京市浅草区浅草森下町（現在の東京都台東区蔵前）生まれ。工員、業界紙記者を務める。戦後、日本共産党員として活動する傍ら（のち脱退）、「列島」「現代詩」などの詩運動のリーダーとして活動。夜の会、現在の会などに参加し、ルポルタージュ、社会評論、文芸評論、小説など幅広く執筆活動を行った。
1970年前後、かつて賛同した売春防止法が、ブルジョワ的偽善に過ぎず、多くの「棄民」を生み出しただけだったと気づいて、『小説吉原志』などで、売春婦の実態を抉った。
文芸雑誌『新日本文学』1954年3月に『狼が来た - 現代詩の方向についての感想』を発表し、戦前のプロレタリア詩を含め、パターン化された抵抗詩を批判。作家・野間宏との間でいわゆる「狼論争」を引き起こした
（この論争は後に詩論集『狼がきた』にまとめられた）。

## 著書
- 『絵の宿題』（建民社） 1953
- 『現代詩の作法』（春秋社） 1954
- 『鉄 オモチャの世界（柏林書房、ルポルタージュ・シリーズ） 1955
- 『狼がきた』（ユリイカ） 1955
- 『死んだ鼠 関根弘詩集』（飯塚書店） 1957
- 『棗を喰った話』（真鍋博共著、亜紀社） 1958
- 『水先案内人の眼』（現代思潮社） 1959
- 『青春の文学 アヴァンギャルド詩論』（三一書房） 1959
- 『現代詩入門』（飯塚書店） 1961
- 『東大に灯をつけろ 学閥・官僚・アカデミズム』（内田老鶴圃） 1961
- 『くたばれ独占資本』（三一新書） 1963
- 『関根弘詩論集　自分の場所の発見』（思潮社） 1964
- 『新宿 盛り場・ターミナル・副都心』（大和書房） 1964
- 『都門 句集』（紫の会） 1964
- 『関根弘詩集』（思潮社） 1968
- 『わが新宿! 叛逆する町』（財界展望新社） 1969
- 『戯話 乱世のヒーロー』（三省堂新書） 1969
- 『関根弘詩集』（思潮社、現代詩文庫） 1969
- 『日本民衆詩集』（岡本潤共編、太平出版社） 1970
- 『阿部定 関根弘詩集』（土曜美術社） 1971
- 『小説吉原志』（講談社） 1971
- 『明るい谷間 赤線従業婦の手記』（新吉原女子保健組合（復刻版解説）、土曜美術社） 1973
- 『浅草コレクション』（創樹社） 1973
- 『夢の落ちた場所 ブルース3部作 関根弘戯曲集』（土曜美術社） 1973
- 『余計者の抵抗の道』（じゃこめてい出版） 1973
- 『女の机 詩集』（土曜美術社） 1973
- 『機械的散策 評論集』（土曜美術社） 1974
- 『関根弘 お伽噺集』（創土社） 1974
- 『針の穴とラクダの夢 半自伝』（草思社） 1978
- 『泪橋 関根弘詩集』（思潮社） 1980
- 『新宿詩集』（土曜美術社） 1980
- 『路地裏から 1981年春 - 秋』（草思社） 1982
- 『街 関根弘詩集』（土曜美術社） 1984
- 『パビリオンTokyoの町』（創樹社） 1986
- 『'60年代からこんにちは 21世紀を創造する対話 関根弘対談集』（土曜美術社） 1986
- 『花田清輝 二十世紀の孤独者』（リブロポート、シリーズ民間日本学者） 1987
- 『奇態な一歩 関根弘詩集』（土曜美術社） 1989
- 『関根弘詩集』（土曜美術社、日本現代詩文庫） 1990

## 翻訳
- 『マヤコフスキー選集』第1 - 3（マヤコフスキー、小笠原豊樹共訳、飯塚書店） 1958